# Đảng Đông Lâm
Đảng Đông Lâm (tiếng Trung: 東林黨; bính âm: Dōnglíndǎng; Wade–Giles: Tung-lin-tang) là một đảng phái phong trào tư tưởng và triết học tồn tại vào cuối thời nhà Minh, đầu thời nhà Thanh ở Trung Quốc.
Đảng Đông Lâm được thành lập vào năm 1604, thời Minh Thần Tông, khi Đại học sĩ Cố Hiến Thành (1550–1612), và học giả Cao Phàn Long (高攀龍, 1562–1626) khôi phục lại Đông Lâm thư viện ở Vô Tích với nguồn hỗ trợ tài chính từ các quan chức và chính quyền địa phương.
Động lực khôi phục thư viện đến từ nỗi lo lắng đối với tình trạng quan liêu. Đảng Đông Lâm đại diện cho việc sử dụng luân lý Nho giáo truyền thống như một phương tiện để đánh giá hành vi đạo đức mới. Sau đó, Đông Lâm thư viện trở thành trung tâm bất đồng chính kiến về các vấn đề chung vào cuối thời nhà Minh, đầu thời nhà Thanh. Nhiều người ủng hộ Đông Lâm tham gia vào bộ máy hành chính, lún sâu vào chủ nghĩa bè phái.